# ريتشارد زامبرانو
ريتشارد زامبرانو (بالإسبانية: Richard Zambrano)‏ هو لاعب كرة قدم تشيلي، ولد في 20 مايو 1967 في لاخا في تشيلي. شارك مع منتخب تشيلي لكرة القدم. أما مع النوادي، فقد لعب مع أرتورو فرنانديز فيال وأوداكس إيتاليانو وديبورتيفو كالي وسانتوس لاغونا وكولو-كولو ونادي أونيفرسيداد دي تشيلي ونادي أونيفرسيداد ناسيونال ونادي سانت غالن ونادي كوكيمبو أونيدو ويونيون إسبانيولا.

## وصلات خارجية
- ريتشارد زامبرانو على موقع قاعدة بيانات كرة القدم.إي يو (الإنجليزية)
- ريتشارد زامبرانو على موقع ناشيونال فوتبول تيمز (الإنجليزية)
- ريتشارد زامبرانو على موقع عالم كرة القدم.نت (الإنجليزية)